# Amphiura praefecta
Amphiura praefecta is een slangster uit de familie Amphiuridae.
De wetenschappelijke naam van de soort werd in 1907 gepubliceerd door René Koehler.